# Liste von Bergen in Algerien

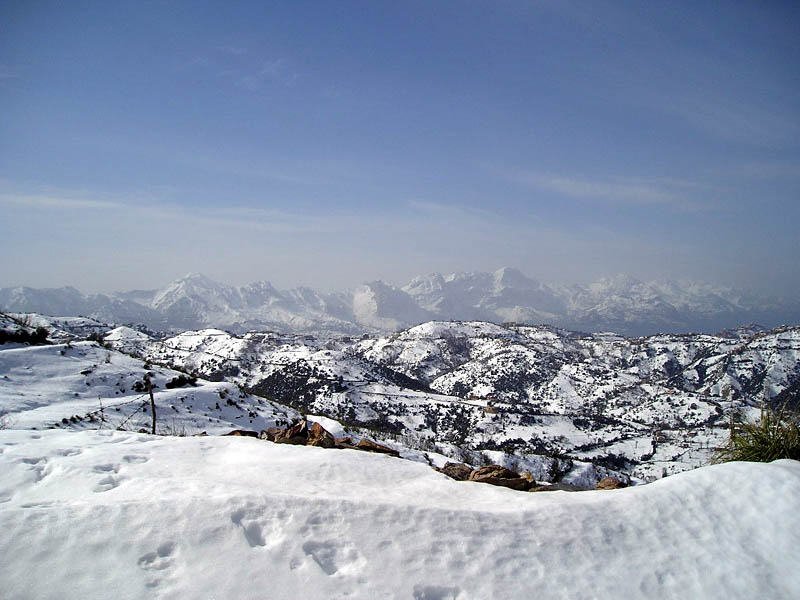
Djurdjura-Bergkette im Tellatlas

Liste von Bergen in Algerien
| Höhe   | Name           | Provinz         | Koordinaten           | Bemerkung                           |
| ------ | -------------- | --------------- | --------------------- | ----------------------------------- |
| 2908 m | Tahat          | Tamanrasset     | 23° 17′ N, 005° 32′ O | höchste Erhebung im Ahaggar-Gebirge |
| 2752 m | Tinra          | Tamanrasset     | 23° 14′ N, 005° 34′ O |                                     |
| 2702 m | Tizoûyadj      | Tamanrasset     | 23° 15′ N, 005° 40′ O |                                     |
| 2700 m | Assekrem       | Tamanrasset     | 23° 16′ N, 005° 38′ O |                                     |
| 2612 m | Hadedou        | Tamanrasset     | 23° 12′ N, 005° 46′ O |                                     |
| 2602 m | Oul            | Tamanrasset     | 23° 13′ N, 005° 40′ O |                                     |
| 2559 m | Amdjer         | Tamanrasset     | 23° 15′ N, 005° 27′ O |                                     |
| 2543 m | Issou          | Tamanrasset     | 23° 15′ N, 005° 51′ O |                                     |
| 2422 m | I-n-Lalene     | Tamanrasset     | 23° 11′ N, 005° 38′ O |                                     |
| 2328 m | Matérérey      | Tamanrasset     | 23° 12′ N, 005° 49′ O |                                     |
| 2328 m | Chélia         | Batna/Khenchela | 35° 19′ N, 006° 38′ O | höchste Erhebung im Aurès           |
| 2308 m | Lalla Khadîdja | Bouira          | 36° 27′ N, 004° 14′ O | höchste Erhebung im Tellatlas       |